# Igreja Presbiteriana Japonesa
A Igreja Presbiteriana Japonesa ou Igreja Presbiteriana do Japão (IPJ) - em japonês 日本長老教会 (Nihon Choro Kyokai) - é uma denominação presbiteriana reformada conservadora no Japão. Foi formada em 1993 pela união de duas denominações antecessoras e tornou-se a segunda maior denominação reformada do país, depois da Igreja Reformada no Japão.

## História

### Precedente
Os presbiterianos estavam entre os primeiros missionários protestantes no Japão, estabelecendo missões no país desde 1858, sendo antes da Segunda Guerra Mundial o grupo mais influente no Protestantismo do país.
Todavia, durante a Segunda Guerra Mundial o governo japonês impôs a unificação forçada de todas as denominações protestantes, resultado na atual Igreja Unida de Cristo do Japão.

### Ressurgimento
Com o fim da Segunda Guerra Mundial as leis que forçaram a unificação de igrejas protestantes foram revogadas, e a partir disto várias denominações resurgiram no Japão.
Em 1956 foi fundada no Japão a Igreja Presbiteriana de Cristo no Japão (IPCJ) a partir de igrejas japonesas que se separaram a da Igreja Unida de Cristo no Japão. No ano de  1979 a Igreja Presbiteriana na América iniciou a plantação de igrejas no Japão, o que resultou na formação da Igreja Evangélica Presbiteriana no Japão (IEPJ).
Em 1980 a IPCJ e IEPJ começaram um processo de diálogo e reconhecimento mútuo que resultou na fusão das denominações em 1993.
A partir de então a denominação continuou crescendo e tornou-se a segunda maior denominação reformada no país, atrás da Igreja Reformada no Japão.
A partir da imigração japonesa para o Brasil igrejas presbiterianas foram fundadas pelos imigrantes.

## Doutrina
Como denominações reformada subscreve a Confissão de Fé de Westminster, Catecismo Maior de Westminster e Breve Catecismo de Westminster.

## Estatísticas
Em 2004 a denominação já era formada por 50 igrejas e  2.000 membros, com 3 presbitérios organizados.
Em 2015 as estatísticas da denominação foram de 67 igrejas e 2.200 membros, com 6 presbitérios. Sendo assim, é uma das poucas denominações protestantes em crescimento no país.

## Relações Inter eclesiásticas
A denominação tem relações de parceria e recepção de missionários com a Igreja Presbiteriana na América, Igreja Presbiteriana Ortodoxa, Igreja Presbiteriana na Coreia (Kosin) e Igreja Presbiteriana da Austrália.
Em 2014 a Igreja Presbiteriana do Brasil enviou delegados para acompanhar a assembleia da denominação, sendo também uma denominação presbiteriana com igrejas missionárias no país.